# 商业伦理
商业伦理，又称商业道德、企业伦理，是一种應用倫理學或职业伦理学的概念，研究在商业环境中可能出现的伦理原则，以及相关的道德或伦理问题。它适用于商业行为的各个方面，涉及个人和整个组织的行为。商业伦理的来源可以是个人、组织声明或法律体系。这些规范、价值观、伦理及不伦理的实践，都是指导企业行为的原则。
商业伦理是指当代组织的标准、原则、价值观和规范，这些规范规范和指导着个人在商业组织中的行为。商业伦理可分为两种维度：规范性商业伦理和描述性商业伦理。作为一种企业实践和职业专长，商业伦理在工作领域主要体现为规范性。而学术界则通常通过描述性商业伦理的视角来研究和阐释商业行为。商业伦理问题的广泛性和多样性反映了追求利润的行为与非经济因素之间的相互作用。
在20世纪80年代和90年代，商业伦理的关注度急剧增加，这一现象不仅在大公司中出现，也在学术界得到关注。例如，今天大多数大型公司都通过伦理准则和社会责任章程等形式宣扬它们对非经济价值的承诺。
亚当·斯密在他的著作《国富论》中写道：“同业中人，会在一起，即令以娱乐消遣为目的，言谈之下，恐亦不免是对付公众的阴谋，是抬高价格的策划”。政府通过法律和法规引导商业行为朝着它们认为有利的方向发展，而伦理则隐性地规范那些超出政府控制的行为领域和细节。由于大型公司与所在社区的关系较为有限且缺乏敏感性，促使了正式的伦理体系的出现和发展。
维持伦理规范是企业管理者的责任。引用1990年发表在《商业伦理杂志》的一篇文章的观点，“管理伦理行为是当今商业组织面临的最普遍且复杂的问题之一。”